# Cerro Navia
Cerro Navia è un comune del Cile della provincia di Santiago. Si trova nella Regione Metropolitana di Santiago. Al censimento del 2002 possedeva una popolazione di 128.090 abitanti.

## Società

### Evoluzione demografica
| Censimento del 1992 | Censimento del 2002 | Censimento del 2012 |
| 155.735 ab.         | 148.312 ab.         | 128.090 ab.         |